# Clan Akizuki
Il clan Akizuki (秋月氏?, Akizuki-shi) fu un clan del periodo feudale in Giappone che dichiarava la propria discendenza da Achi no Omi.

## Storia[1]
Furono stabiliti nella provincia di Chikuzen intorno al 1190 da Minamoto Yoritomo. Sostennero inizialmente la Corte del Sud durante il periodo Nanboku-chō per poi allearsi con il clan Shōni. Nel XIII secolo costruirono il castello di Koshosan che divenne la roccaaforte del clan. Dopo il declino degli Shōni divennero servitori del clan Ōuchi (periodo Muromachi) agendo da mediatori tra quest'ultimo clan e il clan Ōtomo. Con la scomparsa del clan Ōuchi per mano di Sue Harukata dovettero sottomettersi al clan Ōtomo del quale divennero servitori. Tuttavia nel 1557 il clan Mōri, sconfitto Harukata, decise di espandere i propri possedimenti nel Kyūshū e propose a Akizuki Fumitane un'alleanza. Fumitane si alleò a Mōri Motonari e venne messo sotto assedio al castello di Koshosan da Ōtomo Sōrin. Fumitane e il suo erede Harutane, sconfitti, commisero seppuku mentre un altro figlio, Tanezane, si rifugiò nel territorio dei Mōri.
Due anni dopo, nel 1559, il clan Fukae, il quale era antico servitore degli Akizuki, riconquistò il castello di Koshosan assieme alle forze dei Mōri e lo riconsegnò a Tanezane che quindi rientrò in possesso dei territori del clan. Tanezane mandò i suoi fratelli più giovani a circondare i signori locali come il clan Takahashi e il clan Nagano, e il clan Akizuki crebbe fino a governare un'ampia area che includeva sia l'area di Kokura sia l'area di Chikugo. Tuttavia i Mōri si ritirarono dall'isola di Kyūshū nel 1569 e Tanezane si alleò nuovamente agli Ōtomo. 
Il clan Ōtomo subì una grave sconfitta nella battaglia di Mimikawa dal clan Shimazu e diminuì significativamente la propria forza. Approfittando della situazione Tanezane decise di rendersi indipendente.
Nel 1583, quando il clan Ōtomo perse il suo miglior generale, Tachibana Dōsetsu, Akizuki e Shimazu ne approfittarono per espandere i loro territori e alla fine assediarono il castello di Tachibana che era difeso dal figlio di Dosetsu, Tachibana Muneshige, il quale resistette a oltranza finché, su richiesta degli Ōtomo, Toyotomi Hideyoshi non diede inizio alla campagna di Kyūshū.
Preoccupati dall'arrivo delle forze di Hideyoshi gli eserciti degli Shimazu e degli Akizuki abbandonarono l'assedio e si ritirarono. A quel tempo il territorio del clan Akizuki si estendeva per la maggior parte della metà orientale dell'attuale prefettura di Fukuoka e divenne la quarta potenza dell'isola di Kyūshū; l'intero di vasto territorio poteva essere controllato dal castello di Koshosan.
Tanezane fu scioccato dalla caduta in un giorno del castello di Gajaku. Divenne monaco e lasciò il castello di Koshosan con il figlio Tanenaga, quindi si arrese a Hideyoshi fornendo il suo famoso set da tè Narashba.
Hideyoshi salvò Tanezane e Tanenaga ma ordinò loro di trasferirsi nella provincia di Hyūga dove gli assegnò il dominio di Takanabe e i loro discendenti rimasero durante l'intero periodo Edo.

## Membri importanti del clan[2]
- Akizuki Taneo (秋月 種雄?) attorno al 1190 ricevette da Yoritomo il feudo di Akizuki (Chikuzen) nel quale costruì un castello e ne prese il nome.
- Akizuki Tanemichi (秋月 種道?; morto 1336) discendente di Taneo, si schierò con la corte del Sud ma fu sconfitto da Ashikaga Takauji nella  Battaglia di Tatarahama (1336) e fuggi a Dazaifu dove fu ucciso.
- Akizuki Fumitane (秋月 文種?; 1511 - 1557) servitore del clan Ōtomo, combatté con coraggio contro un'armata di 20.000 uomini di quest'ultimi ma venne sconfitto e commise seppuku.
- Akizuki Harutane (秋月 晴種?; 1539 - 1557) primogenito ed erede di Fumitane, commise seppuku assieme al padre nel 1557 dopo esser stati sconfitti dagli Ōtomo.
- Akizuki Tanezane (秋月 種実?; 1548? - 1596 ) vide suo padre Fumitane e suo fratello Harutane cadere in battaglia contro Ōtomo Sōrin (1557) e si diresse verso Yamaguchi per chiedere l'aiuto di Mōri Motonari. Di nuovo sconfitto, si appellò al clan Shimazu e si schierò con loro quando Hideyoshi invase il Kyūshū per sottometterli (1587). Dopo che la pace fu ristabilita, fu trasferito a Takanabe (Hyūga-20.000 koku)
- Takahashi Tanefuyu (高橋 種冬?; 1549 - 1614) terzo figlio di Fumitane, alla morte del padre venne adottato dalla famiglia Takahashi che era strettamente legata al clan Akizuki e combatté gli Ōtomo assieme al fratello Tanezane. Dopo la conquista del Kyūshū da parte di Hideyoshi, prese la tonsura e si dedicò alla cerimonia del tè.
- Akizuki Tanenaga (秋月 種長?; 1567 - 1614) figlio di Tanezane, prese parte alla spedizione contro la Corea, sotto gli ordini di Kuroda Nagamasa. Nel 1600, si schierò con Ishida Mitsunari, ma fu in grado di mantenere le sue proprietà con l'aiuto di Mizuno Katsushige. I suoi discendenti risiedettero a Takanabe fino al rinnovamento Meiji, e poi divennero visconti.
- Takahashi Mototane (高橋 元種?; 1571 - 1614) secondo figlio di Tanezane venne adottato da Takahashi Akitane nel 1578. Partecipò alla battaglia di Sekigahara a fianco del fratello Tanenaga, ma il 15 settembre, quando la coalizione occidentale aveva ormai perso la battaglia, si incontrò con i Tokugawa tramite la mediazione di Mizuno Katsushige.
- Akizuki Taneharu (秋月 種春?; 1610 - 1659) figlio di Akizuki Tanesada e parente di Tanenaga. Divenne erede di Tanenaga quando quest'ultimo si ammalò e lo adottò. Divenne il secondo daimyō del dominio di Takanabe.